# ディーエス開発
株式会社ディーエス開発（ディーエスかいはつ）は、青森県弘前市に本社を置く青森県公安委員会の指定自動車教習所を運営する企業。

## 事業所
- 三ツ矢自動車学校（青森県弘前市）
- 三沢自動車学校（青森県三沢市）
- 青森産業機械講習センター

## 関連会社
三ツ矢交通グループ（タクシー事業）
- 三ツ矢交通株式会社 - 弘前市
- 株式会社中央タクシー - 青森市
- 相互交通株式会社 - 青森市
- 株式会社神田整備 - 弘前市

その他
- ミドリ損保 - 弘前市
- ちえん地所株式会社 - 弘前市

関東地区でタクシー、自動車教習所事業を行う「三ツ矢グループ」とは無関係である。

## 沿革
- 1964年（昭和39年）8月 - 三ツ矢自動車学校が青森県公安委員会からの指定を受ける
- 2009年（平成21年）7月 - 六戸自動車学校と三沢自動車学校が合併、三沢を存続校とする[1]。

## 三ツ矢自動車学校
所在地：青森県弘前市石渡一丁目23-1

### 取得できる免許
- 普通自動車
- 中型自動車
- 普通二輪
- 大型二輪
- 普通二種
- けん引
- 大型特殊

### 技能講習（青森産業機械講習センター併設）
- フォークリフト
- 車両系建設機械
- 小型移動式クレーン

### 交通アクセス
- 弘南バス　「石渡」バス停[2]
  - 弘前バスターミナル - 船沢・三ツ森線
- その他、市内各方面に自校でバス送迎を行っている。

### 送迎バス運行経路
- 弘前プラザホテル - 弘前駅 - 宮園方面
- 茂森町 - 中野 - 弘前大学 - 土手町方面
- 亀甲町 - 弘前駅 - 富田町 - 弘前大学 - 土手町方面
- 学園町 - 弘前大学 - 弘前大学医学部保健学科方面
- 弘前大学北溟寮始発

### その他
- 1999年あたりまでRABの朝の時間帯などでCMを放送していた。そのうちの一つは、ハワイでのロケ（出演者は本校の教官と思われる）という豪華な内容だった。CMソングは清水宏次朗が担当。
- 地元サッカークラブ、ブランデュー弘前FCのユニフォームスポンサーを務めている[3]。

## 三沢自動車学校
所在地：青森県三沢市南町2丁目31-160

### 取得できる免許
- 普通自動車、中型自動車、大型特殊自動車、大型自動二輪、普通自動二輪、けん引